# Nattramn
Nattramn, prawdopodobnie właściwie Mikael Nilsson (ur. 7 września 1975 w Markaryd) – szwedzki muzyk, wokalista grupy Silencer i twórca darkambientowego projektu Diagnose: Lebensgefahr.

## Życiorys
Początkowo działał w zespołach Sinneskross (1994–1995) i Trencadis (w 1995, od 2012). Najbardziej znany z roli wokalisty w zespole Silencer, który to rozpadł się po wydaniu swojej debiutanckiej płyty Death – Pierce Me. 
Postać Nattramna jest jedną z najbardziej tajemniczych osobistości w muzyce blackmetalowej, przez co powstało wiele miejskich legend z nim związanych. Najpopularniejsze mity o Nattramnie dotyczą okaleczania się podczas sesji nagraniowych oraz traktują o próbie morderstwa małych dziewczynek. Okazało się, że Nilsson został zamknięty w szpitalu psychiatrycznym, ale nie dopuścił się zbrodni i większości rzeczy, jakie mu się przypisuje. Za próbę morderstwa był odpowiedzialny jego brat – Patrik Nilsson, który uciekł ze szpitala psychiatrycznego w Växjö i przeprowadził próbę morderstwa, atakując dwie małe dziewczynki w parku. Dziewczynki przeżyły atak, a Patrik został obezwładniony przez policję i oddelegowany z powrotem do szpitala, gdzie popełnił samobójstwo pod prysznicem.
Po tym, jak Nattramn trafił do szpitala w ramach rekonwalescencji, w 2007 roku wydał album Diagnose: Lebensgefahr.
Jest także autorem książki „Grishjärta”. W 2012 roku jego wytwórnia wydała płytę jego starego projektu muzycznego Trencadis – Ödelagt.
W 2015 roku wytwórnia Humani Animali Liberati potwierdziła, że Nattramn pracuje nad nowym projektem muzycznym.

## Dyskografia
- 1998 – Death – Pierce Me (Demo) (Silencer)
- 2001 – Death – Pierce Me (Silencer)
- 2007 – Transformalin (Diagnose: Lebensgefahr)
- 2012 – Ödelagt (Trencadis)